# I cinque samurai
I cinque samurai (鎧伝サムライトルーパー?, Yoroiden Samurai Torūpā, lett. "La leggenda delle armature Samurai Trooper") è un anime televisivo giapponese prodotto dalla Sunrise e dalla Nagoya Television composto da 39 episodi trasmessi in Giappone dal 30 aprile del 1988 al 4 marzo del 1989. In Italia l'anime venne trasmesso per la prima volta nell'aprile 1990 su Italia 7 approdando in seguito anche su altre reti come TMC e Junior TV. Nonostante in nessun episodio ci sia violenza esplicita o presenza di sangue non è mai andato in onda su reti Mediaset fatta eccezione per il canale Hiro.
In Italia l'opera ha goduto comunque di discreto seguito (anche se come già detto penalizzata dal fatto di essere stata trasmessa solo su reti con minore copertura nazionale) ma persino maggiore è stato il successo riscontrato in altri paesi come Giappone, Stati Uniti e Francia.
Sono stati anche prodotti tre OAV ispirati alla serie:
Gaiden (1989), Kikōtei Densetsu (1989-1990) e Message (1991). Inoltre, la produzione comprende anche un manga, numerosi romanzi e audio drama basati tutti sull'anime. In Italia sia la serie animata che gli OAV sono distribuiti dalla Yamato Video.

## Trama
Circa mille anni prima dell'avventura narrata negli episodi, il mondo era devastato da guerre alimentate dal rancore e dalla smania di potere degli uomini. Questi sentimenti di odio diedero vita a Harago, un potentissimo spirito maligno che prese forma in un'armatura dotata di immensi poteri di distruzione. Il demone era intenzionato a rendere suoi schiavi tutti gli uomini, assoggettandoli al suo volere e sterminando chi si ribellava al suo dominio. A opporglisi fu un monaco-guerriero chiamato Hariel che, dopo un sanguinoso scontro, sconfisse ed eliminò Harago.
A causa dell'incessante cattiveria dell'uomo, Hariel, cosciente che lo spirito di Harago sarebbe un giorno tornato, decise di scindere la sua armatura in altre nove armature destinate ad altrettanti uomini fra i più virtuosi che avrebbero affrontato il demone al suo ritorno. Ogni armatura traeva il suo potere da una virtù: giustizia, saggezza, fiducia, determinazione, sensibilità, fedeltà, clemenza, franchezza e tenacia.
Come profetizzato, secoli e secoli più tardi, gli Spiriti del Male, alleati di Harago, riuscirono a risvegliare lo spirito del loro padrone e a impadronirsi del potere di quattro armature che affidarono a quattro uomini, i Demoni del Male, da loro corrotti e soggiogati. Le restanti cinque vennero invece assegnate a cinque nobili samurai, allievi di Hariel, per combattere il male ed eliminare lo spirito maligno di Harago per sempre. A metà della serie fa la sua comparsa anche la potentissima armatura bianca che viene indossata da Ryo, il leader dei cinque eroi: tale armatura è il risultato della fusione delle cinque armature dei samurai.

## Ambientazione
L'anime rispecchia molte caratteristiche della cultura giapponese. Le armature dei samurai rappresentano i cinque elementi tipici della tradizione nipponica (aria, acqua, fuoco, terra e luce) che si contrappongono ai quattro demoni (male, inganno, veleno, oscurità). Oltre a ciò, gli spiriti della terra che spesso vengono citati, sono la trasposizione degli spiriti maligni di varie leggende orientali. Anche le torri e i palazzi che appaiono e che vengono visitati nel corso delle avventure sono luoghi tipicamente tradizionali, rivisti secondo le esigenze della trama. La colonna sonora accosta musica tradizionale giapponese e sonorità J-Rock.

### Undergear/Protoarmatura
Le Protoarmature (o undergear) sono delle corazze leggere che i samurai indossano prima di trasformarsi. Hanno la capacità di aumentare la velocità, l'agilità e la resistenza ai colpi di chi le indossa. Le armature vere e proprie, una volta evocate, si materializzano direttamente sull'undergear. Le protoarmature dei Samurai sono tutte bicolori, unendo il bianco al colore simbolo di ciascuno, mentre i 4 Generali demoni hanno le undergear monocromatiche, in due sfumature. I Samurai per richiamare le undergear usano delle sfere luminose con il simbolo delle loro virtù chiamate "kokoro no tama" cioè "gemma del cuore".

## Adattamento italiano
Ciò che segue è una lista dei nomi giapponesi originali usati per Yoroiden-Samurai Troopers, e le controparti italiane usate per la serie televisiva de "I cinque samurai" (i nomi originali sono invece ripristinati nell'edizione italiana degli OAV).
| Nome italiano                  | Nome giapponese                                         |
| ------------------------------ | ------------------------------------------------------- |
| I cinque Samurai               | Yoroi Senshi (guerrieri in Armatura) o Samurai Troopers |
| Ryo                            | Ryo Sanada (真田遼?, Sanada Ryō)                        |
| Sami                           | Seiji Date (伊達征士?, Date Seiji)                      |
| Simo                           | Shin Mouri (毛利伸?, Mōri Shin)                         |
| Shido                          | Shu Lei Huang (秀麗黄?, Shū Rei Fuan)                   |
| Kimo                           | Touma Hashiba (羽柴当麻?, Hashiba Tōma)                 |
| Generali del Male              | Mashou (Generali Demoni)                                |
| Harago                         | Harago (阿羅醐?)                                        |
| Demon                          | Shutendoji (朱天童子?, Shutendōji)                      |
| Kratos                         | Anubisu (悪奴弥守?, Anubisu)                            |
| Rasta                          | Rajura (螺呪羅?)                                        |
| Krana                          | Naaza (那唖挫?)                                         |
| Lady Kayura                    | Kayura (迦遊羅?, Kayūra)                                |
| Hariel                         | Kaosu (迦雄須?)                                         |
| Ecatos                         | Saranbo                                                 |
| Lord Cruel                     | Kenbukyo                                                |
| Fiamma Nera                    | Kokuenoh (黒炎王?, Kokuen'ō)                            |
| Oroki                          | Badamon                                                 |
| Spiriti del Male o della Terra | Preti Ankoku                                            |
| Guerrieri o soldati del Male   | Youja Soldiers                                          |
| Dala                           | Dara                                                    |
| Ninja del Male                 | Gashura                                                 |
| Demone del Sole Nero           | Kokuyoen                                                |
| Guerrieri della Sabbia         | Saryuto                                                 |
| Falso Simo o Simo Rosso        | Nise Suiko                                              |
| Ambra Yang                     | Nasti Yagyu (ナスティ柳生?, Nasuti Yagyū)               |
| Danny                          | Jun Yamano (山野純?, Yamano Jun)                        |
| Fiamma Bianca                  | Byakuen (白炎?)                                         |
| Dr.Yang                        | Dr.Yagyu                                                |
| Luna                           | Luna                                                    |
| Mukala                         | Mukara                                                  |
| Naria                          | Naria                                                   |
| Suzunagi                       | Suzunagi                                                |

## Doppiatori
| Nome italiano                 | Nome giapponese                                            | Doppiatore italiano (anime)          | Doppiatore giapponese (anime) | Doppiatore italiano (OAV) | Doppiatore giapponese (OAV) |
| I cinque samurai              | I cinque samurai                                           | I cinque samurai                     | I cinque samurai              | I cinque samurai          | I cinque samurai            |
| ----------------------------- | ---------------------------------------------------------- | ------------------------------------ | ----------------------------- | ------------------------- | --------------------------- |
| Ryo del Fuoco                 | Ryo Sanada (真田遼 ?, Sanada Ryō)                          | Flavio Arras                         | Takeshi Kusao                 | Luigi Rosa                | Takeshi Kusao               |
| Sami della Luce               | Seiji Date (伊達征士?, Date Seiji)                         | Aldo Stella                          | Daiki Nakamura                | Lorenzo Scattorin         | Daiki Nakamura              |
| Simo dell'Acqua               | Shin Mori (毛利伸?, Mōri Shin)                             | Diego Sabre                          | Nozomu Sasaki                 | Francesco Orlando         | Nozomu Sasaki               |
| Kimo del Cielo                | Touma Hashiba (羽柴当麻?, Hashiba Tōma)                    | Andrea De Nisco                      | Hiroshi Takemura              | Massimo Di Benedetto      | Hiroshi Takemura            |
| Shido della Terra             | Shu Lei-Fang (秀麗黄?, Shū Rei Fuan, pinyin: Xiù Lì Huáng) | Pasquale Ruju                        | Tomohiro Nishimura            | Gianluca Iacono           | Tomohiro Nishimura          |
| I quattro demoni              |                                                            |                                      |                               |                           |                             |
| Demon, Demone Supremo;        | Shutendoji (朱天童子?, Shutendōji)                         | Stefano Albertini                    | Kiyoyuki Yanada               | /                         | /                           |
| Krana del Veleno              | Naaza (那唖挫?, Naaza)                                     | Massimiliano Lotti                   | Issei Futamata                | /                         | /                           |
| Rasta degli inganni           | Rajura (螺呪羅?, Rajura)                                   | Luca Semeraro                        | Kosugi Juurota                | /                         | /                           |
| Kratos dell'Oscurità          | Anubisu (悪奴弥守?, Anubisu)                               | Enrico Carabelli (Ep.1) Ivo De Palma | Yasunori Matsumoto            | /                         | /                           |
| Gli altri personaggi (anime)  |                                                            |                                      |                               |                           |                             |
| Harago                        | Harago (阿羅醐?, Arago)                                    | Enzo Tarascio                        | Shigezou Sasaoka              | /                         | /                           |
| Oroki                         | /                                                          | Antonio Paiola                       | /                             | /                         | /                           |
| Lady Kayura                   | Kayura (迦遊羅?, Kayūra)                                   | Caterina Rochira                     | Masako Katsuki                | /                         | /                           |
| Ambra                         | Nasty Yagyu (ナスティ柳生?, Nasuti Yagyū)                  | Marina Massironi                     | Kaori Kusakabe                | Cinzia Massironi          | Kaori Kusakabe              |
| Denny                         | Jun Yamano (山野純?, Yamano Jun)                           | Anna Bonel                           | Kumiko Watanabe               | Monica Bonetto            | Kumiko Watanabe             |
| Hariel                        | Kaosu (迦雄須?, Kaosu)                                     | Alberto Mancioppi                    | Norio Wakamoto                | Claudio Moneta            | /                           |
| Ekatos                        | Saranbo                                                    | Giovanni Battezzato                  | /                             | /                         | /                           |
| Lord Cruel                    | Kenbukyo                                                   | Sergio Romanò                        | /                             | /                         | /                           |
| Gli altri personaggi (OAV)    |                                                            |                                      |                               |                           |                             |
| Shikaisen (OAV1)              |                                                            | /                                    | /                             | Maurizio Scattorin        | Seizou Kato                 |
| Luna (OAV1)                   | Luna                                                       | /                                    | /                             | Marcella Silvestri        | /                           |
| Zio Chin (OAV1)               | /                                                          | /                                    | /                             | Riccardo Peroni           | /                           |
| Scienziato (OAV1)             | /                                                          | /                                    | /                             | Antonello Governale       | /                           |
| Nalia (OAV2)                  | Naria                                                      | /                                    | /                             | Elisabetta Spinelli       | /                           |
| Mukala (OAV2)                 | Mukara                                                     | /                                    | /                             | Gianmarco Ceconi          | /                           |
| Suzunagi (OAV3)               | Suzunagi                                                   | /                                    | /                             | Sonia Mazza               | Mitsuki Yayoi               |
| Madre di Suzunagi (OAV3)      | /                                                          | /                                    | /                             | Lorella De Luca           | /                           |
| Kaosu (迦雄須?, Kaosu) (OAV3) | /                                                          | /                                    | //                            | Claudio Moneta            | Norio Wakamoto              |
| Altri                         |                                                            |                                      |                               |                           |                             |
| Narratore                     | /                                                          | Roberto Colombo                      | Ryunosuke Ohbayashi           | /                         | /                           |

### Doppiaggio della serie TV
- Traduzione: Elisa Bellia, Achille Brambilla
- Sincronizzazione e Mix: Roberto Leva, Davide Porro
- Nota: nel 2003 Yamato Video ha pubblicato un'edizione VHS con lo stesso doppiaggio e sigla della serie TV. Nel 2004 Yamato Video ha pubblicato l'edizione DVD col medesimo doppiaggio però con le sigle originali.

### Doppiaggio degli OAV
- Traduzione: Irene Cantoni
- Adattamento: Silvia Bacinelli
- Supervisione: Francesco Prandoni
- Direzione del Doppiaggio: Aldo Stella
- Fonico: Camillo Pellegrino
- Sincronizzazione e Mix: Maxime Von Parrestz
- Doppiaggio Italiano: Raflesia srl - Milano